# الرعيلة
الرعيلة  جبل أسود بركاني يتخلله بعض العيون وأودية النخيل. ويقع جبل الرعيلة بركن اجا الشمالي الشرقي ويشاهد من طريق حائل جبة عند الكيلو 30كم ويقع جنوب قرية السفن.
تشغل قمة الجبل حاليا ومنذ نحو عقدين من الزمان قاعدة عسكرية جوية.